# دربوكة
الدربوكة آلة موسيقية إيقاعية عربية. وهي تتكون من جسم من الفخار مشدوداً عليه قطعة من الجلد المحضر بعناية لهذا الغرض.
تتمتع بأصوات إيقاعية رائعة وبنغمات مختلفة وتعتبر من أهم الآلات الإيقاعية حيث يعتمد عليها الفن الأندلسي في توجيه باقي الآلات الموسيقية. تـُعرف في عدن وجنوب الجزيرة العربية بالدربوجة. أما في السعودية و مصر فتعرف بالطبلة أو الدربوكة، وفي الجزائر والمغرب تعرف بالدربوكة، وفي سوريا بالدربكة وفي العراق بالدنبك،وفي السودان تسمى دلوكة ولها موازين كثيرة منها (القباحي العلاوي القبائلي الشرقي...).

## معرض الصور

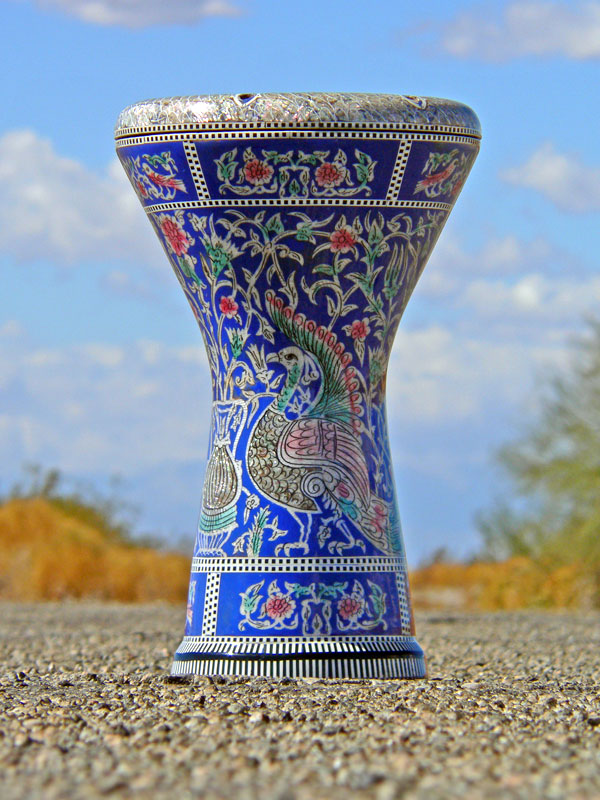
دربوكة مغربية
- دربوكا
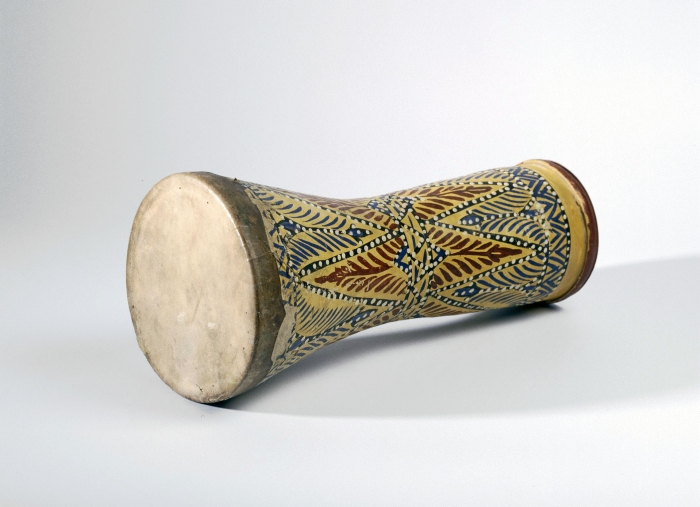
طعريجة مغربية
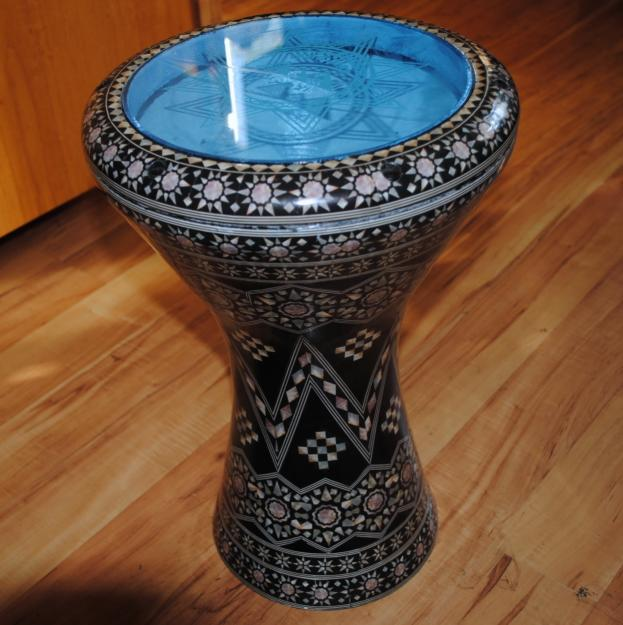
دربوكة مصرية